# Brennelemente-Zwischenlager Philippsburg
Das Brennelemente-Zwischenlager Philippsburg (BZP) ist ein Lager für hochradioaktive Abfälle am Standort des Kernkraftwerks Philippsburg.

## Geschichte
Die Genehmigung für das BZP wurde 1999 beantragt und erfolgte am 19. Dezember 2003. Das Lager wurde am 19. März 2007 mit der Einlagerung des ersten Behälters in Betrieb genommen. Somit läuft die auf 40 Jahre befristete Genehmigung im Jahr 2047 aus.
Seit dem 1. Januar 2019 ist die BGZ Gesellschaft für Zwischenlagerung die Betreibergesellschaft des BZP.
Aktuell lagern 73 Behälter vom Typ CASTOR V/19 und 29 vom Typ CASTOR V/52 (Stand 31. Mai 2024). Im November 2024 erreichten zudem die letzten vier Behälter vom Typ CASTOR HAW28M aus der Wiederaufarbeitungsanlage La Hague das Zwischenlager.

## Daten
Das nach dem WTI-Konzept gebaute Lagergebäude hat eine Länge von ca. 92 m, ist ca. 37 m breit und ca. 18,5 m hoch. Es ist in zwei Lagerbereiche und einen Verladebereich sowie einen Funktionsbereich aufgeteilt. Der Lagerbereich umfasst insgesamt 100 genehmigte Stellplätze für Zwischenlagerbehälter.
Die genehmigten Maximalwerte für das Inventar des Lagers betragen 1600 MgSM, eine maximale Wärmeleistung von 6,0 MW sowie ein maximales Aktivitätsinventar von 1,5 × 1020 Bq.

## Zwischenfälle
Mit Stand vom 31. Dezember 2023 gab es im Brennelemente-Zwischenlager sieben meldepflichtige Ereignisse gemäß Atomrechtlicher Sicherheitsbeauftragten- und Meldeverordnung.